# Kirche der Unbefleckten Empfängnis Mariä (Dubí)

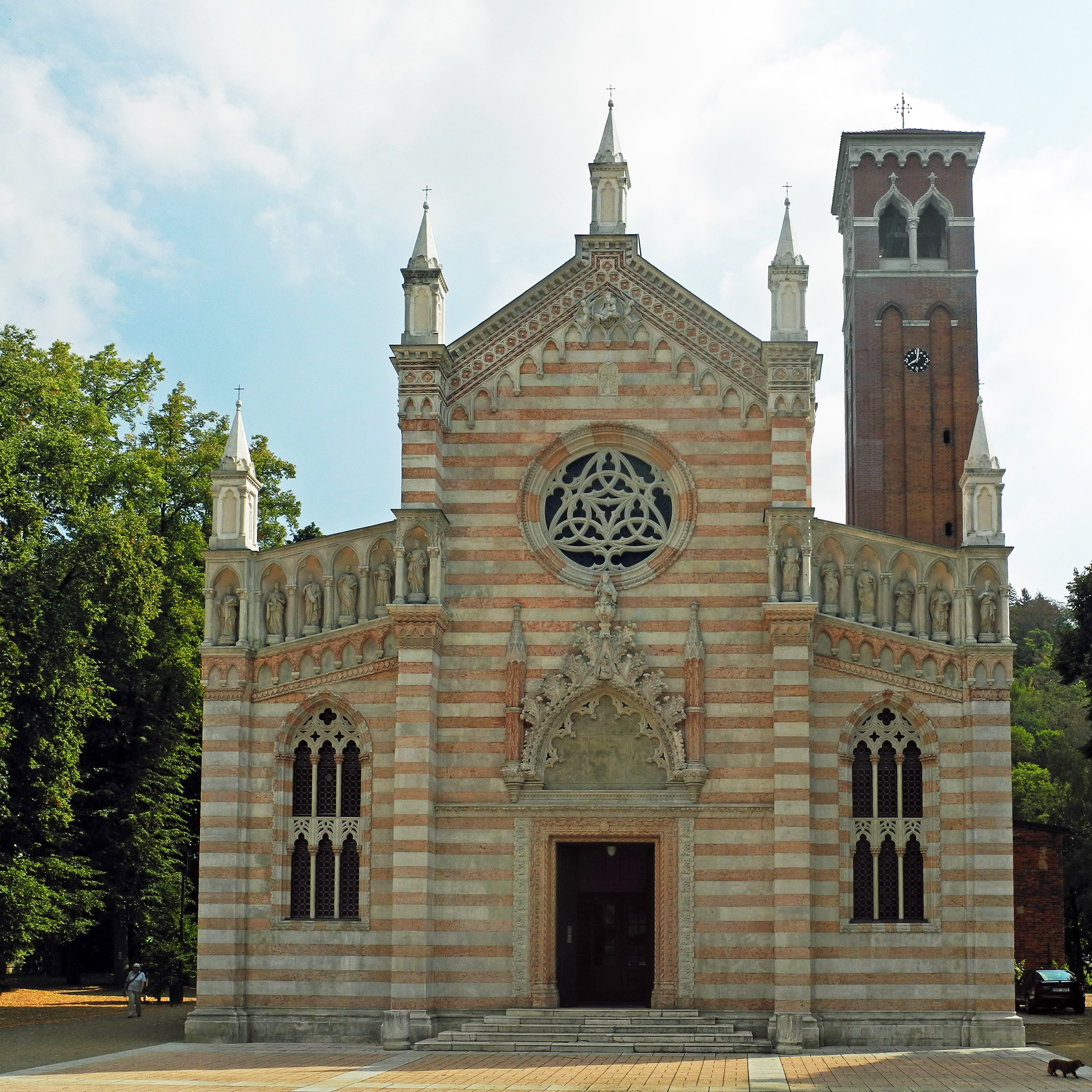
Kirche der Unbefleckten Empfängnis Mariä in Dubí

Die Kirche der Unbefleckten Empfängnis Mariä (tschech. Kostel Neposkvrněného početí Panny Marie) ist die römisch-katholische Pfarrkirche von Dubí (Eichwald). Sie wurde von 1897 bis 1906 nach Plänen des venezianischen Architekten Pietro Bigaglio errichtet und ist ein Nachbau der Kirche Madonna dell’Orto in Venedig. Sie befindet sich an der Straße von Dubí nach Zinnwald und steht unter Denkmalschutz.

## Geschichte

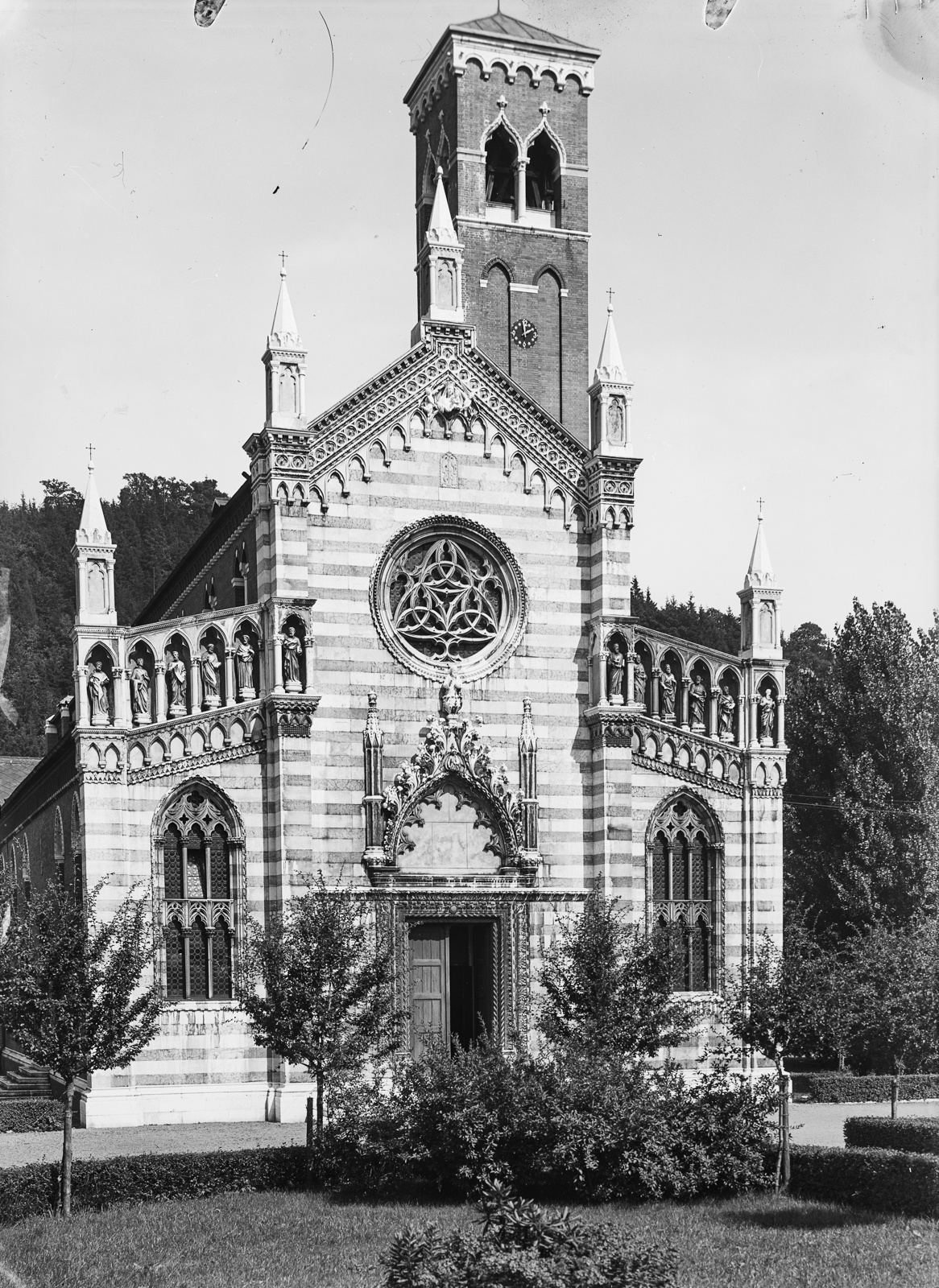
Die Kirche um 1925

Die Kirche wurde durch öffentliche Sammlungen, ergänzt durch Spenden von Carlos Maria Fürst von Clary und Aldringen (1844–1920) und seiner Familie, finanziert. Der Bau wurde im Stil der italienischen Neogotik ausgeführt, gilt als das nördlichste Bauwerk venezianischer Architektur und ist damit ein Denkmal von europäischer Bedeutung. Um die Authentizität zu erhöhen, wurde sogar Baumaterial aus Italien herangeschafft. Bereits 1889 hatte P. Bigaglio erste Entwürfe zur Frontseite der Kirche vorgelegt, die von der Kirche Madonna dell’Orto inspiriert waren. Der Bau der Kirche wurde am 28. Juni 1897 begonnen.
Die Errichtung des Gebäudes erfolgte durch den Teplitzer Bauunternehmer Heinrich Siegmund (1842–1901). Die Innenräume wurden vom Teplitzer Architekten Max von Loos und dem Stuckateur Josef Seiche ausgeführt. Dabei wurden verschiedene Bauelemente von zerstörten venezianischen Kirchen im Äußeren und Inneren der Kirche verwendet. Die Kirche wurde am 21. Oktober 1906 eingeweiht und dient seitdem kirchlichen und kulturellen Zwecken. Ursprünglich sollte an die Kirche noch ein Kloster mit offenem Kreuzgang angeschlossen werden, was jedoch aus finanziellen Gründen nicht erfolgte.
In den 1920er Jahren und 1939 mussten Renovierungen der Kirche durchgeführt werden, weil einzelne Marmorblöcke von der Fassade abgestürzt waren.

## Architektur
Die Kirche ist eine dreischiffige Basilika mit einem erhöhten Mittelschiff und einem Turm in der Art eines Campanile an der Seitenwand des Presbyteriums. Das Gebäude wurde in Ziegelstein-Bauweise mit Marmordetails nach Plänen von Pietro Bigaglio, Professor an der Akademie der bildenden Künste in Venedig, ausgeführt. Dabei wurden zahlreiche Spolien venezianischer Kirchen verwendet, deren Einbau von Bigaglio überwacht wurde, der während des Baus der Kirche mehrfach vor Ort war.
Die Länge der Kirche beträgt 50 m und die Breite 17 m. Die Höhe des Hauptschiffes ist 13,9 m und die Breite 7,2 m. Die Nebenschiffe haben eine Höhe von 8,0 m.
Die Westfassade der Kirche besteht aus 55 Streifen von weißen und roten Marmorquadern, um damit den „italienischen Charakter“ des Bauwerks zu betonen. Hier befindet sich der Haupteingang mit dem Hauptportal, das von einem prachtvollen Spitzbogen mit gotischen Schmuckformen gekrönt wird. Über dem Tympanon ist anstelle einer Kreuzblume die Skulptur eines segnenden Christus angeordnet. Darüber tritt ein rundes Maßwerkfenster (mit Fischblasen, dreifach gegliedert) hervor. Im oberen Bereich des Hauptgiebels, der nach oben mit einem Spitzbogenfries und reichem plastischem Vierpassornament abgeschlossen wird, ist die Marmorskulptur der Muttergottes (von zwei schwebenden Engeln getragen) eingefügt. Darunter befindet sich ein frühchristliches Relief mit zwei Vögeln.
Links und rechts und vom Eingangsportal sind zwei hohe gotische Spitzbogenfenster mit reichem Maßwerk angeordnet. Über diesen Fenstern befindet sich ein Fries aus verschlungenen Bögen und darüber eine Zwerchgalerie mit insgesamt zwölf Apostelstatuen in Spitzbogennischen. Die Ecken des Mittelschiffs und der beiden Seitenschiffe und die Spitze des Hauptgiebels wird durch fünf Fialen betont. In den Seitenwänden des Hauptschiffes aus Backstein-Mauerwerk befinden sich halbrunde Fenster mit Säulen. An der südlichen Längsseite der Kirche wurde ein von Fürst Clary in Venedig erworbenes altes verziertes Portal eingebaut.
Der Kirchenraum besteht aus dem Hauptschiff mit polygonalem Chorabschluss und zwei schmaleren Seitenschiffen, die durch jeweils fünf Säulen vom Mittelschiff getrennt sind.
Das Hauptschiff der Kirche wird mit Ausnahme des Chorraums durch eine Kassettendecke mit verschiedenen Maßwerkornamenten abgeschlossen, deren 42 Deckenkassetten vom Holzbildhauer A. Dibony aus Graz ausgeführt wurden. Die Kassetten, die in den für die Gotik typischen Farben Zinnober, Kobaltblau und Gold gehalten sind, bilden den Schmuck der Decke. Die Decke des  Chorraums (Presbyterium) wird durch ein Kreuzrippengewölbe mit einem Sternabschluss gebildet.

## Ausstattung
Die Ausstattung der Kirche stammt aus der Zeit um 1900. Der Hauptaltar aus Marmor, im Stil der venezianischen Gotik ausgeführt, wird beherrscht von der Madonna mit dem Jesuskind über dem Tabernakel und der darüber befindlichen Kreuzigungsgruppe. An den Seiten der Hauptgruppe sind Statuen von einzelnen Heiligen angeordnet. Den oberen Abschluss bilden Fialen mit Halbfiguren von betenden Engeln. Der Altartisch wird von einer Säulenbalustrade aus rotem Marmor getragen. Die Kanzel besteht aus weißem Marmor und ruht auf sechs Säulen, sie ist mit einer Marmortreppe versehen. Den oberen Teil der Seitenwände des Hauptschiffes schmücken zweimal sechs Heiligenfiguren aus Marmor, die auf Konsolen gestellt sind.
Im rechten Seitenschiff ist eine wiederverwendete Rückwand eines alten gotischen Altares angebracht, auf der sieben gemalte Heiligenfiguren auf punziertem Goldgrund dargestellt sind. Vor dem Altar steht eine geschnitzte Holzfigur des heiligen Franz von Assisi, ein Werk des alpenländischen Bildhauers J. Rainer.
An der Brüstungswand des Orgelchores sind zwei alt-venezianische Marmorreliefs mit der Verkündigung Mariens und dem englischen Gruß eingelassen. Die Orgel mit 32 Registern und 13 Hilfszügen wurde 1914 von der Orgelbaufirma Heinrich Schiffner aus Prag eingebaut. In der Krypta der Kirche befindet sich die Familiengruft der Adelsfamilie von Clary-Aldringen und Ficquelmont.

## Glockenturm
Der 33 m hohe offene Glockenturm ist als freistehender Campanile mit offener Glockenstube und einem venezianischen Gesims ausgeführt, sein Pyramidendach ist mit einem venezianischen Doppelkreuz verziert. Im oberen Teil des Turmes befindet sich eine Glocke von  Rudolf Perner aus Budweis aus dem Jahr 1925. Im ersten Stock des Turms befindet sich eine kleine gusseiserne Glocke aus dem Jahr 1919 mit einer unleserlichen Inschrift.

## Bildergalerie

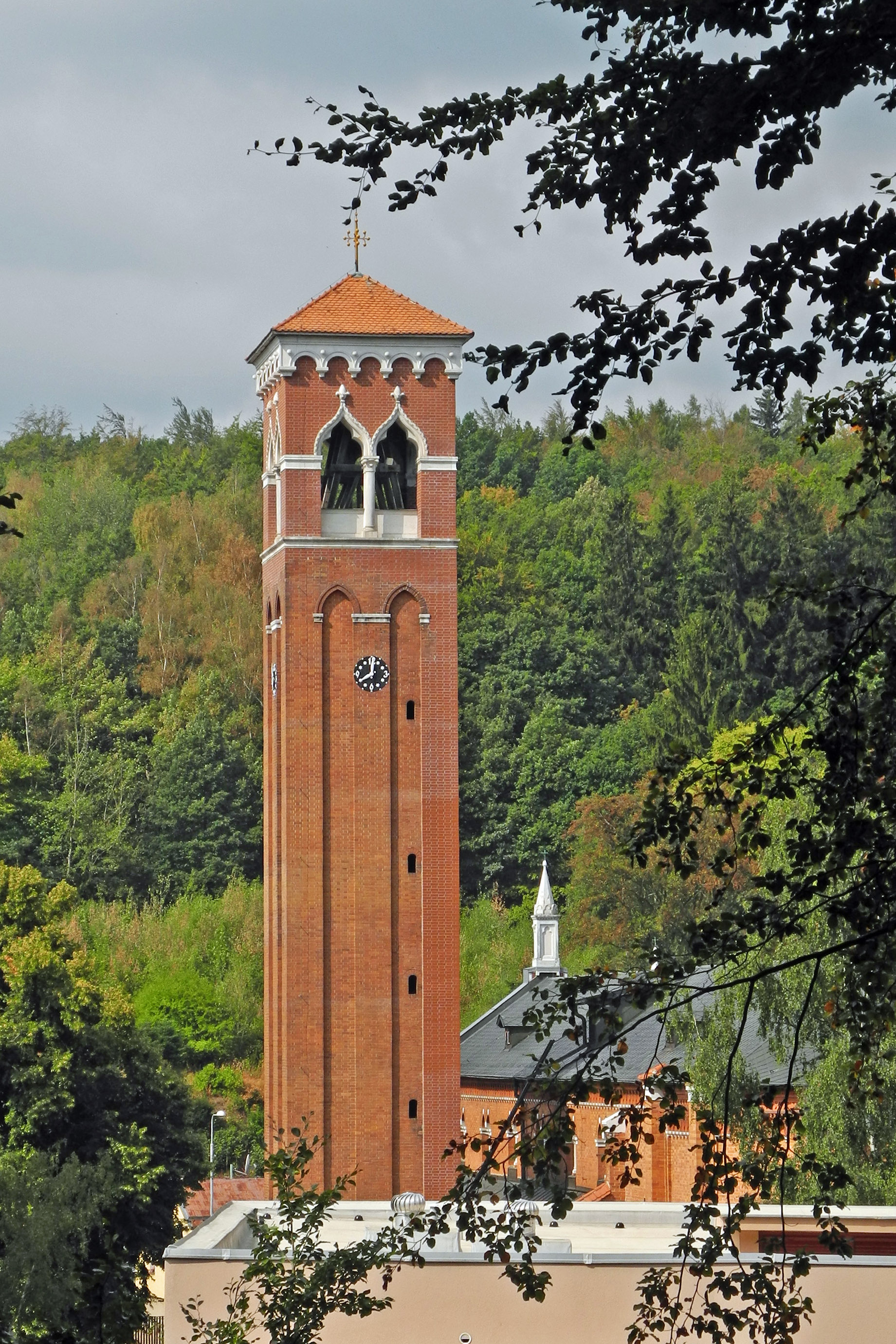
Campanile der Kirche
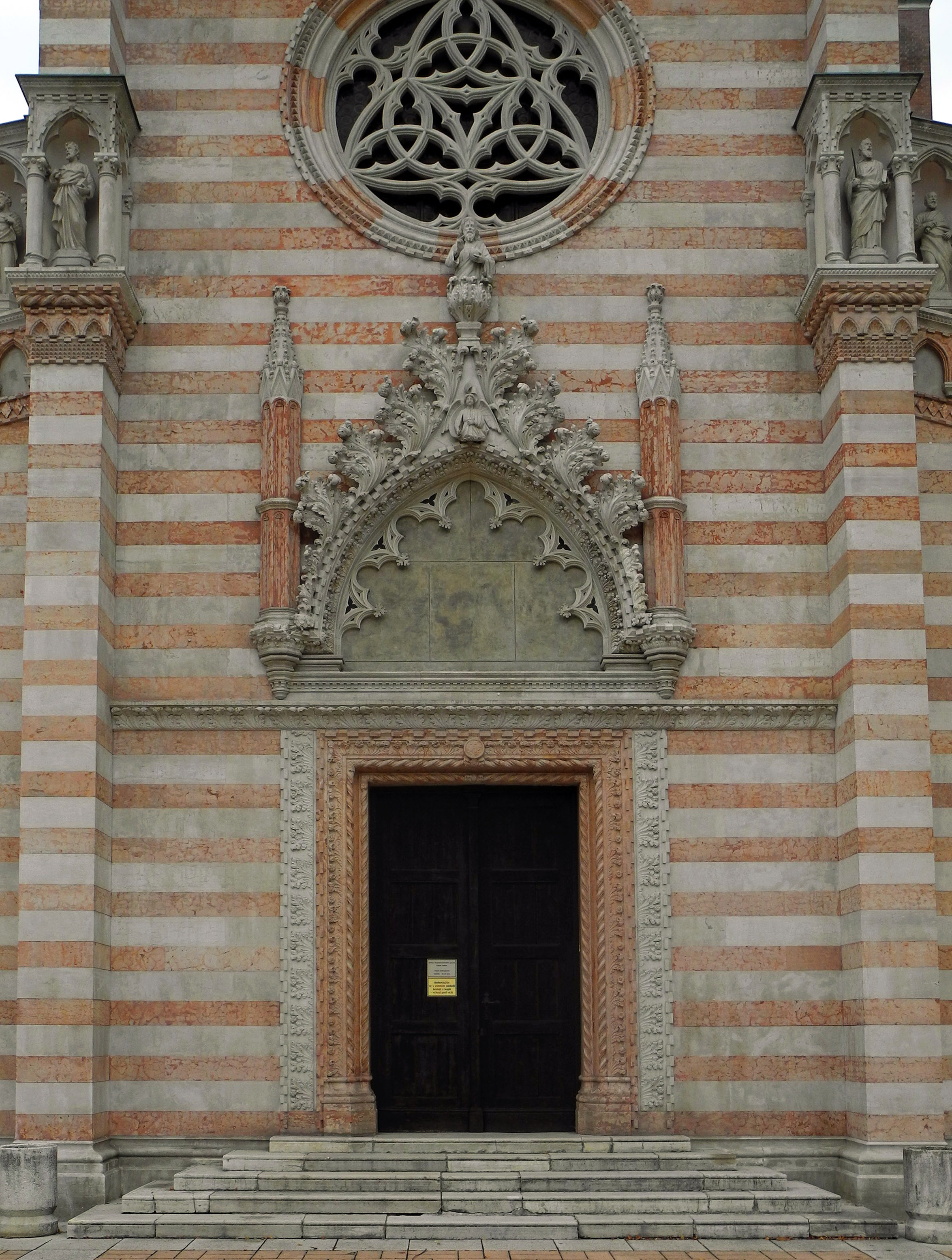
Portal der Kirche
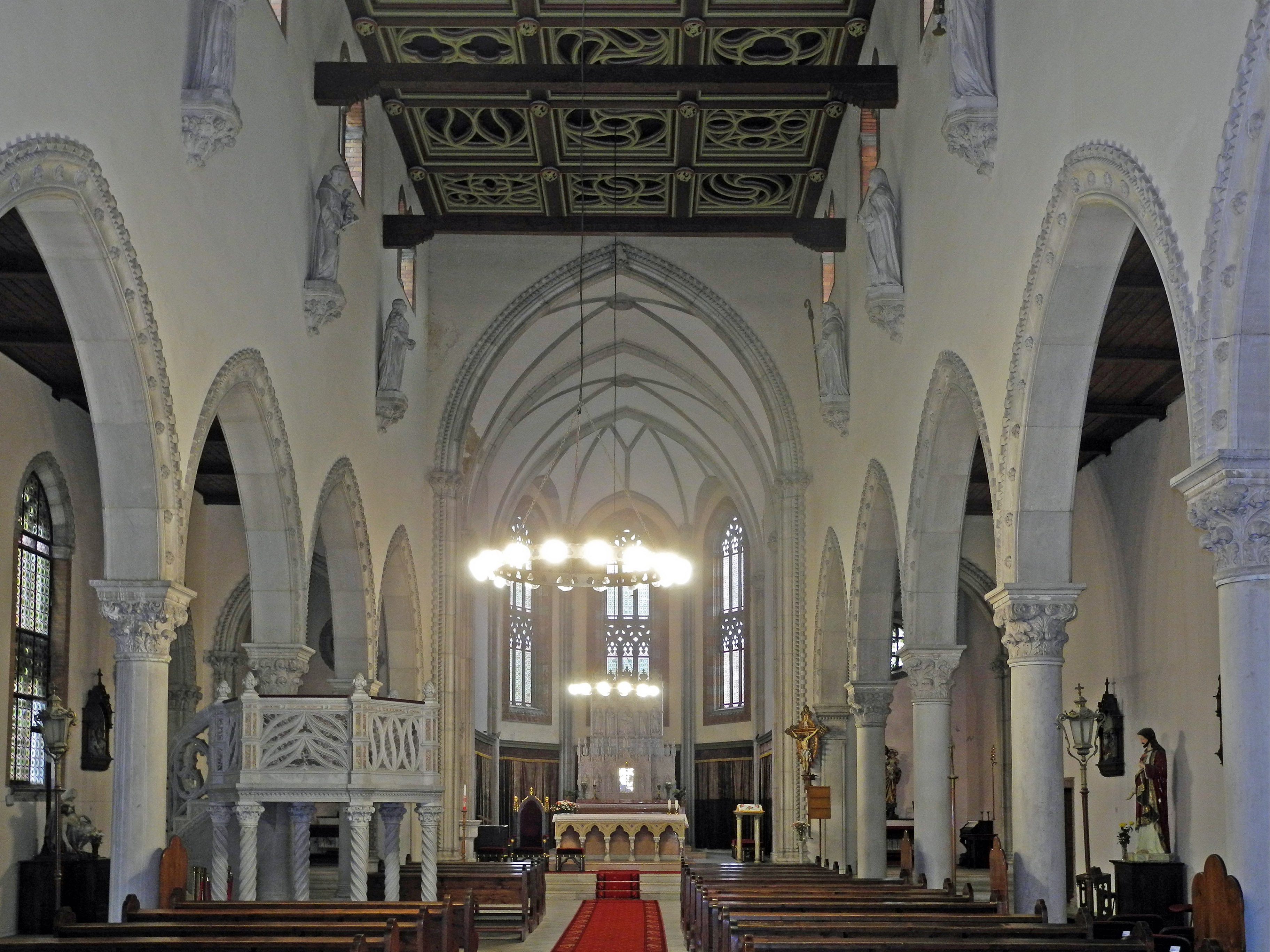
Innenraum der Kirche
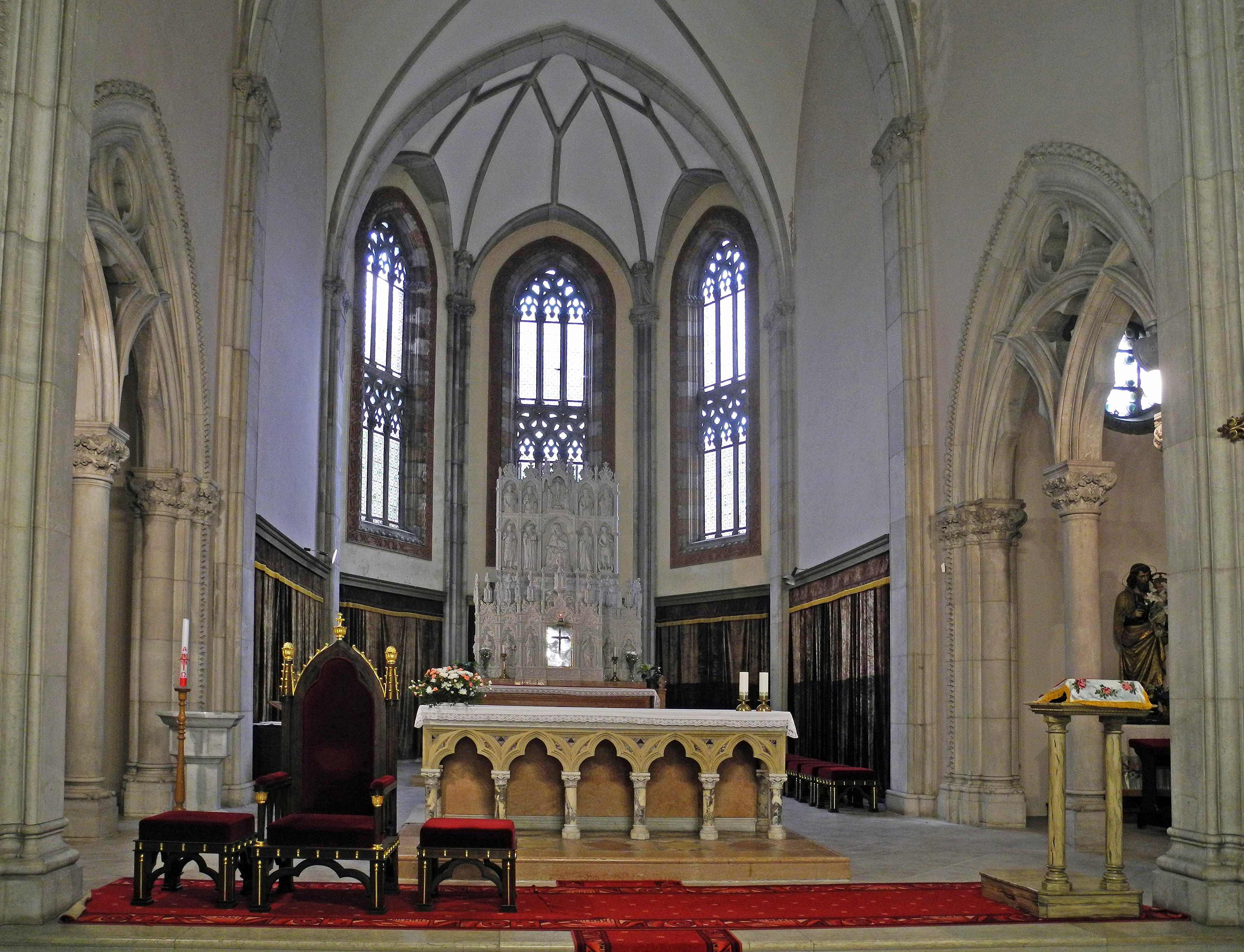
Altarraum der Kirche
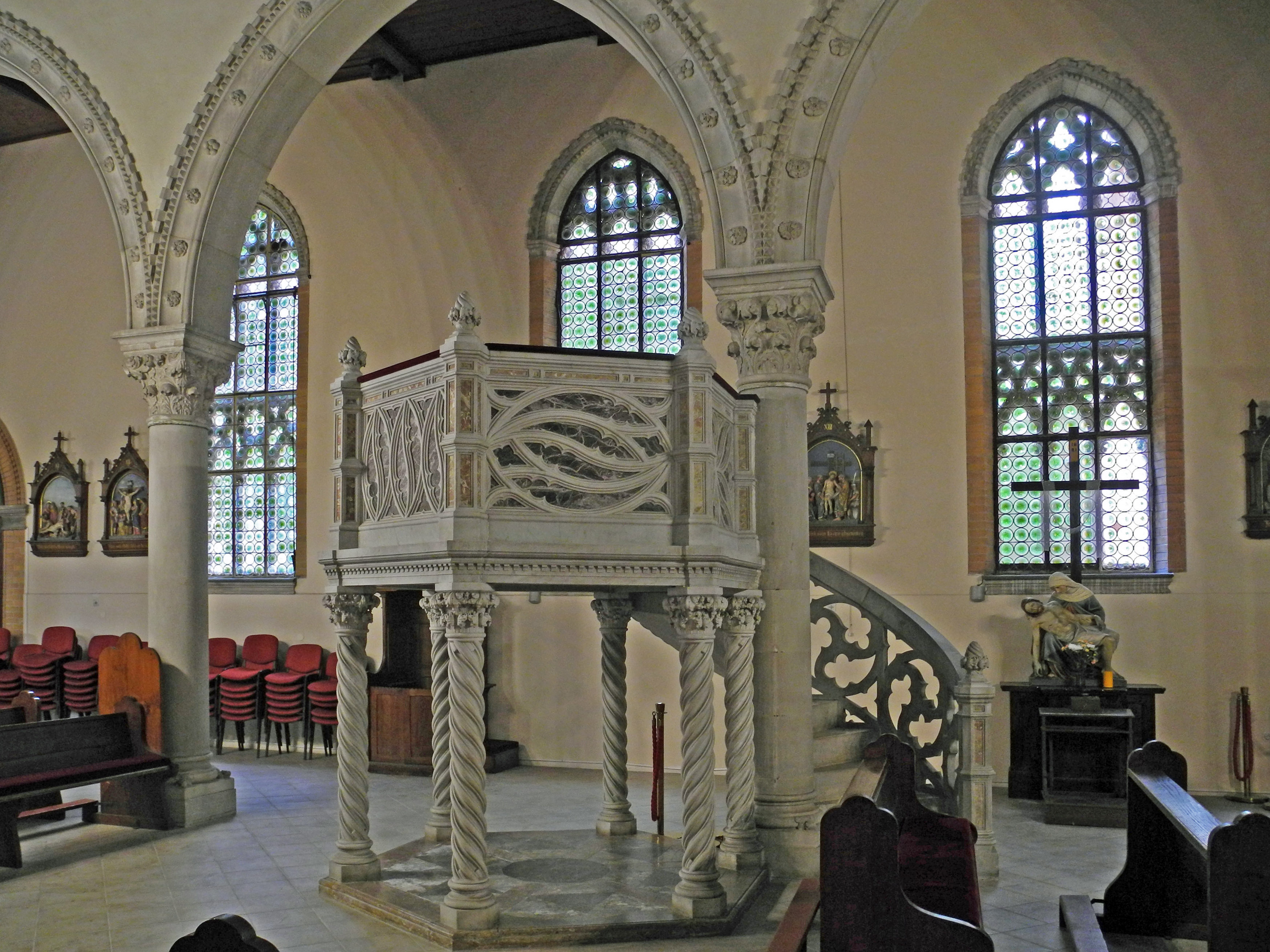
Marmorkanzel
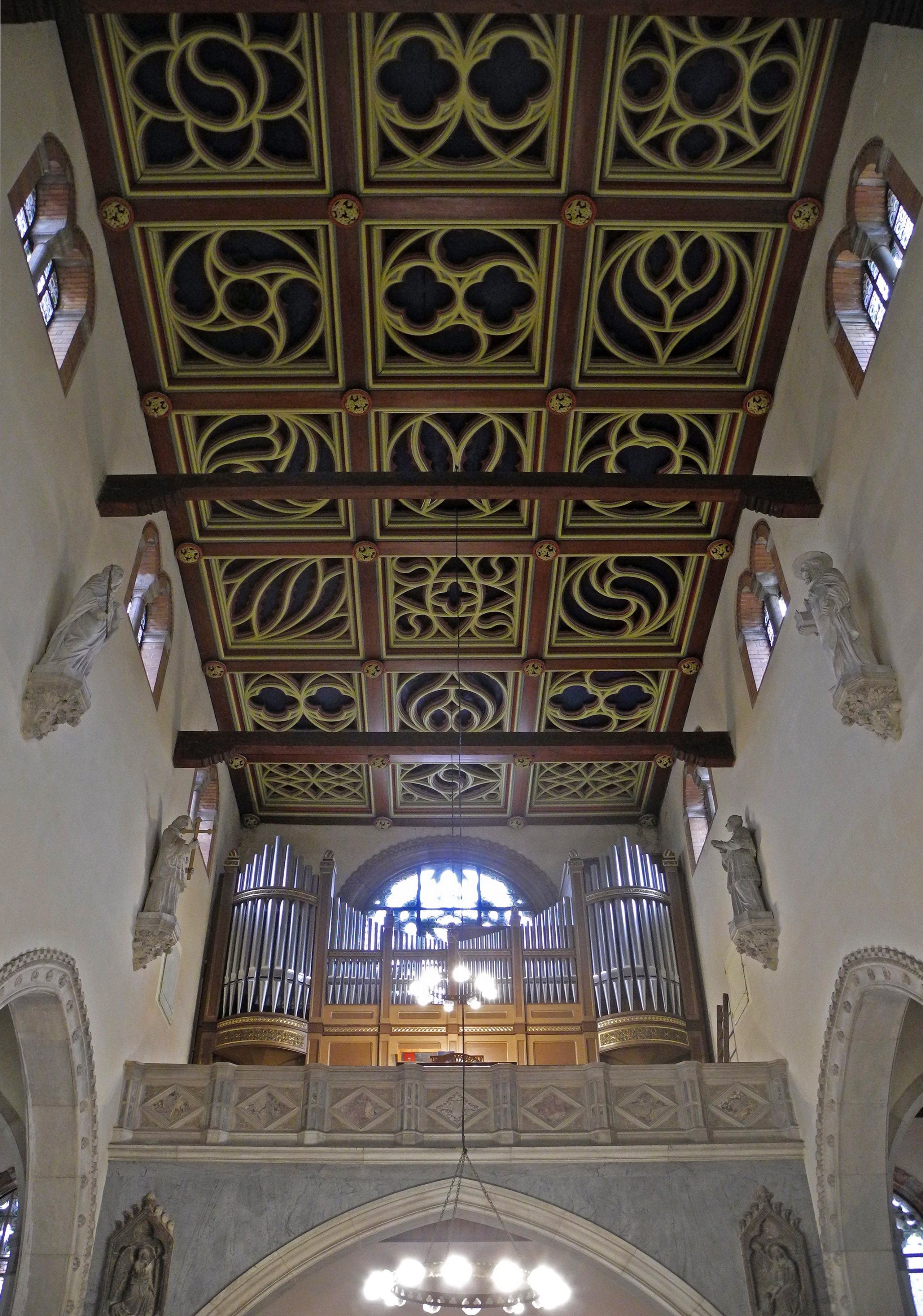
Orgel und Kassettendecke